# Thebalring
Ein Thebalring ist ein Schmuckstück mit der Aufschrift + THEBALGVTGVTANI. Er diente sowohl als Fingerring als auch als Amulett in der Zeit des europäischen Hoch- und Spätmittelalters.

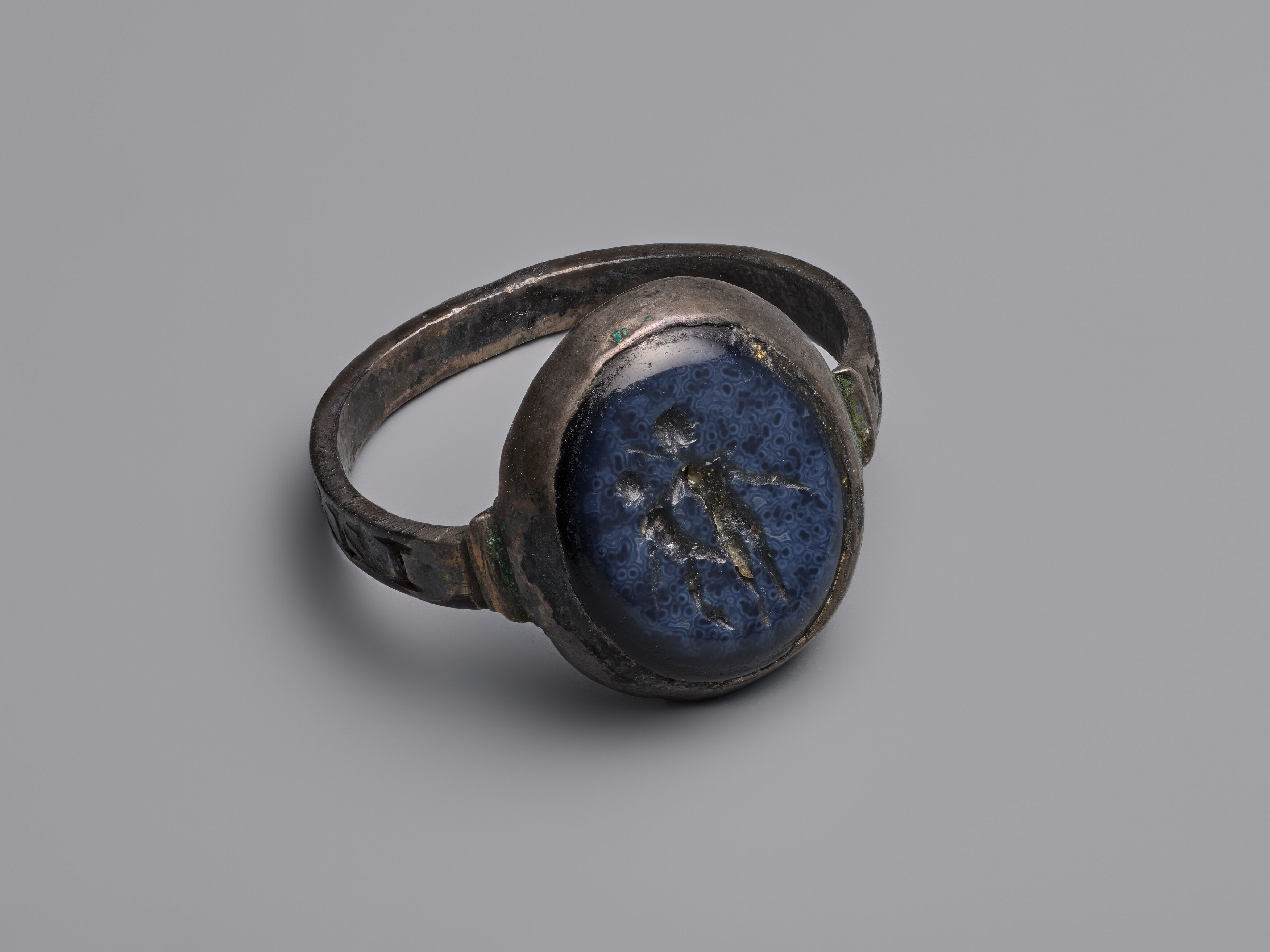
Thebalring mit hochmittelalterlicher Alsengemme aus dem Schatzfund von Bokel. Focke-Museum Bremen

## Beschreibung, Geschichte
Die Aufschrift + THEBALGVTGVTANI stammt aus dem Aramäischen und bedeutet: „Du mögest Glück bringen, Glück für mich.“ Der Thebalring sollte dem Träger des Schmuckstücks damit Schutz geben gegen Krankheiten wie Schlaganfall oder Gicht, war also ein Schutzamulett.
Die bisher gefundenen Thebalringe bestehen meist aus Gold und verweisen damit auf hochrangige Träger innerhalb der mittelalterlichen Gesellschaft. So fand sich in Königslutter der Thebalring Kaiser Lothars III. (1125–1137) im Sarkophag des Herrschers. Auch bei Ausgrabungen am Spandauer Burgwall wurde ebenso wie im Schatzfund von Bokel ein Exemplar gefunden.
Eine Verbreitung in Nord- und in Mitteleuropa ist nachgewiesen.  